# 8-ма армія (Італія)
8-ма армія (італ. 8ª Armata (ARMIR, або Італійська армія в Росії (італ. Reparti italiani al fronte orientale) — польова армія Збройних сил Італії, що билася протягом 1941–1943 років на південному фланзі Східного фронту проти Червоної армії.

## Командування

### Командири
- генерал армії Адальберто дука ді Бергамо (італ. Adalberto duca di Bergamo) (25 січня — 31 жовтня 1940);
- дивізійний генерал Італо Гарібольді (італ. Italo Gariboldi) (1 квітня 1942 — квітень 1943).

### Відео
- Итальянская военная кинохроника — Armata Italiana in Russia 1941–1943 [Архівовано 3 листопада 2014 у Wayback Machine.]
- L'ARMIR-ARMATA ITALIANA IN RUSSIA